# Impôt linguistique
L'impôt linguistique est une idée de taxe compensatoire proposée pour compenser l'avantage économique des pays avec une langue répandue, qu'ils reçoivent grâce à l'enseignement de leur langue à l'étranger, et en économisant sur leurs propres frais d'enseignement.

## Contexte
Les pays dont la langue n'est pas utilisée à l'échelle internationale doivent investir des sommes considérables pour enseigner des langues étrangères à leurs citoyens. S'ils veulent vendre leurs biens à l'étranger, ils doivent utiliser d'autres langues. S'ils veulent créer des relations culturelles ou des relations scientifiques ou des relations politiques, ils doivent utiliser des langues étrangères. Mais ceux dont les langues sont largement utilisées à l'étranger ne doivent pas investir autant d'argent dans l'enseignement des langues étrangères et n'ont pas besoin d'utiliser d'autres langues pour les échanges scientifiques, politiques ou culturels. Si leurs langues sont parlées dans le monde entier, ils peuvent attirer des scientifiques, des étudiants et des touristes. Ils acquièrent de grands avantages avec la force de leurs langues.

## Économie linguistique
L'assiette d'un tel impôt pourrait être le nombre d'élèves qui apprennent la langue en question.
Actuellement, un tel impôt n'existe pas. Il a été proposé par des économistes comme François Grin et Philippe Van Parijs. En comparant la France et le Royaume-Uni, Grin a calculé pour le dernier un avantage annuel d'environ six milliards d'euros à cause de la position hégémonique de sa langue. Roger Bowers, vice-directeur du British Council, a déclaré que « l'or vrai de la Grande-Bretagne n'est pas le pétrole de la mer du Nord mais l'anglais ».

## Critique
Aurélien Portuese, juriste anglais, a critiqué l'idée d'un impôt linguistique pour imposition de l'anglais pour l'impossibilité de sa mise en place et pour son inefficacité. Par l'application du théorème de Coase au multilinguisme européen, une solution à la fois Pareto-optimale et réaliste est atteinte.